# ميكا ناكاجيما
ميكا ناكاجيما (باليابانية: 中島美嘉) (و. 1983 – م) هي ممثلة، ومغنية، وشاعرة غنائية، وعارضة، من اليابان، ولدت في هيوكي، كاغوشيما.

## وصلات خارجية
- ميكا ناكاجيما على موقع IMDb (الإنجليزية)
- ميكا ناكاجيما على موقع روتن توميتوز (الإنجليزية)
- ميكا ناكاجيما على موقع ألو سيني (الفرنسية)
- ميكا ناكاجيما على موقع ميوزك برينز (الإنجليزية)
- ميكا ناكاجيما على موقع أول موفي (الإنجليزية)
- ميكا ناكاجيما على موقع أول ميوزيك (الإنجليزية)
- ميكا ناكاجيما على موقع ديسكوغز (الإنجليزية)
- ميكا ناكاجيما على موقع قاعدة بيانات الفيلم (الإنجليزية)
- ميكا ناكاجيما على موقع ليتربوكسد (الإنجليزية)
- ميكا ناكاجيما على موقع كينوبويسك (الروسية)